# (26436) 1999 YV4
1999 واي في 4 (ويعرف أيضًا باسم (26436) 1999 واي في 4 وفق تسمية الكوكب الصغير) (بالإنجليزية: 1999 YV4)‏ هو كويكب ضمن حزام الكويكبات؛ وترتيبه 26436 من حيث الاكتشاف.
اكتُشف هذا الجُرم الفلكي بواسطة غاري هغ في 28 ديسمبر 1999.

## وصلات خارجية
- (26436) 1999 YV4 في قاعدة بيانات مختبر الدفع النفاث لأجرام النظام الشمسي الصغيرة

- الاكتشاف · مخطط المدار ·  العناصر المدارية · المعلمات المادية

- (26436) 1999 YV4 على موقع ويكي سكاي: DSS2, SDSS, GALEX, IRAS, Hydrogen α, X-Ray, Astrophoto, Sky Map, Articles and images